# André Bradford
André Jorge Dionísio Bradford, kurz André Bradford (* 30. November 1970 in Ponta Delgada, Insel São Miguel; † 18. Juli 2019 ebenda) war ein portugiesischer Politiker (PS). Bradford war zwischen 2004 und 2019 Mitglied des Regionalparlaments der Azoren, von 2008 bis 2012 war er Teil der Regionalregierung unter Carlos César. Bei der Europawahl 2019 erhielt er über die Liste der Sozialisten ein Mandat im 9. Europaparlament.

## Leben
André Bradford wurde am 30. November 1970 in Ponta Delgada, der Hauptstadt der azorischen Insel São Miguel, als Sohn eines Amerikaners und einer Portugiesin geboren. Nach seiner Schullaufbahn studierte er Kommunikationswissenschaften an der Katholischen Universität, anschließend Politikwissenschaften sowie Jura. Nach seinem Studium arbeitete er anschließend als Journalist unter anderem für die Zeitungen Açoriano Oriental (ab 1992) und Diário de Notícias (ab 1997).
2000 begann Bradford in der Regionalverwaltung der Azoren zu arbeiten, zunächst als Pressesprecher für das Umweltsekretariat. 2001 wechselte er in das Büro des Präsidenten der Regionalregierung der Azoren und war dort zunächst Berater für die auswärtige Zusammenarbeit, später für allgemeine politische Angelegenheiten.
2004 kandidierte Bradford erstmals für den Partido Socialista für das Regionalparlament der Azoren. Bei den Wahlen 2008, 2012 und 2016 kandidierte er erfolgreich für die Wiederwahl. In den Jahren 2008–2012 war er Mitglied der 10. Regionalregierung unter der Leitung von Carlos César. Später übernahm er den Vorsitz der PS-Fraktion im Azorenparlament.
2018 wählte die sozialistische Partei Bradford auf die portugalweite Landesliste für die Europawahl 2019. Insgesamt gewannen die Sozialisten neun Mandate für das 9. Europaparlament, darunter auch André Bradford. Aufgrund der Verluste der portugiesischen Sozialdemokraten war er der einzige Vertreter der Azoren im Europaparlament. Im Parlament war er Teil der S&D-Fraktion, für die er Mitglied im Ausschuss für Landwirtschaft und ländliche Entwicklung sowie im Fischereiausschuss war. Des Weiteren war er stellvertretendes Mitglied im Ausschuss für regionale Entwicklung.
Kurz nach seiner Wahl ins Europaparlament erlitt Bradford am 8. Juli 2019 einen Herzstillstand. Nachdem er in ein künstliches Koma versetzt wurde, verstarb er am 18. Juli 2019. Für sein Abgeordnetenmandat rückte Isabel Estrada Carvalhais, eine Professorin an der Universität Minho und Platz 10 auf der Wahlliste der PS, nach.
Bradford war geschieden und Vater zweier Kinder.